# Spelaeodiscus bulgaricus
Spelaeodiscus bulgaricus is een slakkensoort uit de familie van de Strobilopsidae. De wetenschappelijke naam van de soort is voor het eerst geldig gepubliceerd in 2008 door Subai & Dedov.